# Département d'Escalante
Pour les articles homonymes, voir Escalante.
Le département d'Escalante est une des 15 subdivisions de la province de Chubut, en Argentine. Il a une superficie de 14 015 km2. Son chef-lieu est la ville de Comodoro Rivadavia. Sa population était de 143 689 habitants, selon le recensement de 2001 (source INDEC), soit une densité de 10,3 hab/km2. Selon les estimations de l'INDEC, le département comptait 171 097 habitants en 2005.
Outre le chef-lieu Comodoro Rivadavia, le département compte l'importante station balnéaire de Rada Tilly, qui fait partie de son agglomération.

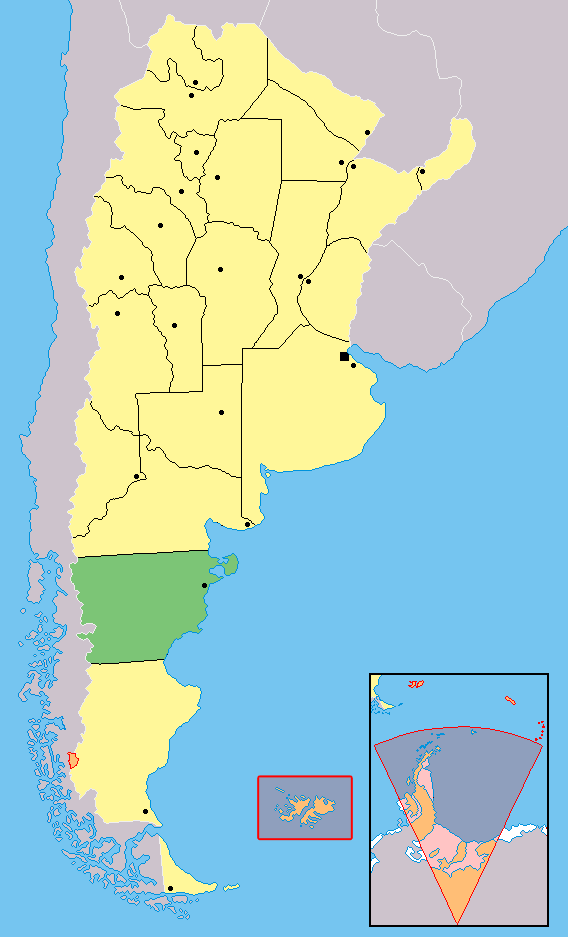
Localisation de la province de Chubut.

## Villes et localités
- Astra
- Bahía Bustamante
- Caleta Córdova
- Comodoro Rivadavia, chef-lieu
- Diadema Argentina
- Doctor Atilio Oscar Viglione
- Don Bosco
- El Trébol
- Manantiales Behr
- Rada Tilly
- Rocas Coloradas